# Guerra galana

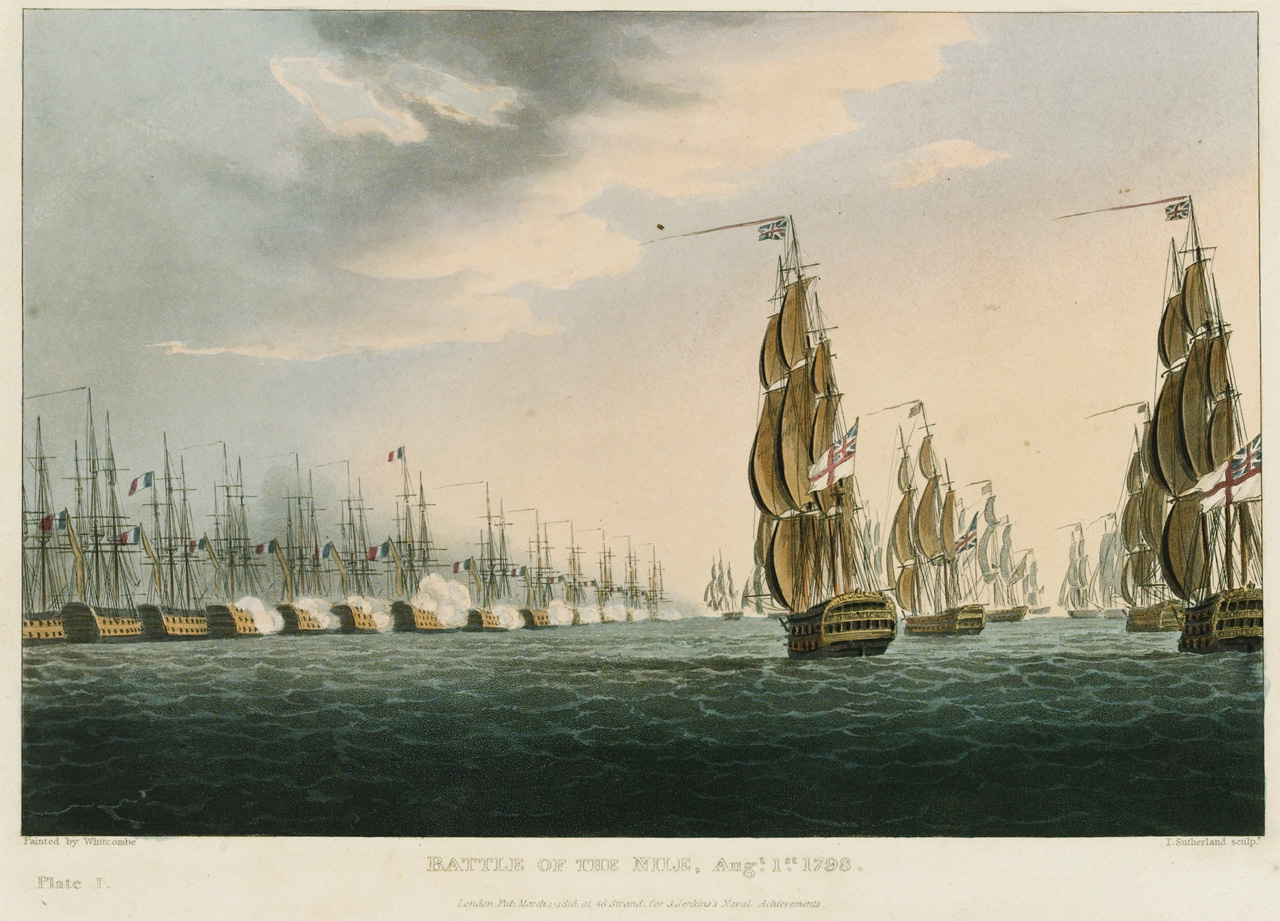
Navíos franceses e ingleses en línea de batalla durante la batalla del Nilo.

Se conoce como guerra galana a un tipo de táctica de guerra naval en cuyos combates prevalece el duelo artillero a distancia sin llegar al abordaje. Este tipo de enfrentamiento entre navíos de guerra tuvo su máxima expresión durante los siglos XVII y XVIII, en los que se conjugaron el avance tecnológico de la artillería y la generalización de la clásica formación en línea, con duelos artilleros de una línea de buques contra otra y en los que con frecuencia ninguno de los bandos lograba una ventaja clara sobre el enemigo.
El nombre fue dado sarcásticamente por los marinos españoles, pues consideraban que el cañoneo entre dos hileras paralelas de barcos era poco más que un alarde, como en el galanteo, en contraposición a la guerra a la española, mucho más arriesgada y la tradicional hasta entonces en la marina de este país.
Por otra parte, también recibe ese nombre la caza que se realiza andando, practicada sobre especies menores en solitario, con o sin ayuda de perros.